# Methia tubuliventris
Methia tubuliventris är en skalbaggsart som först beskrevs av Pierre Émile Gounelle 1913.  Methia tubuliventris ingår i släktet Methia och familjen långhorningar. Inga underarter finns listade i Catalogue of Life.